# Antal Páger
Antal Páger (ur. 29 stycznia 1899 w Makó, zm. 14 grudnia 1986 w Budapeszcie) – węgierski aktor filmowy, teatralny i telewizyjny. W czasie swojej trwającej ponad pół wieku kariery filmowej wystąpił w ponad 200 filmach i serialach telewizyjnych. Laureat nagrody dla najlepszego aktora na 17. MFF w Cannes za rolę w filmie Skowronek (1964) w reżyserii László Ranódyego.